# Stephanie Brungs

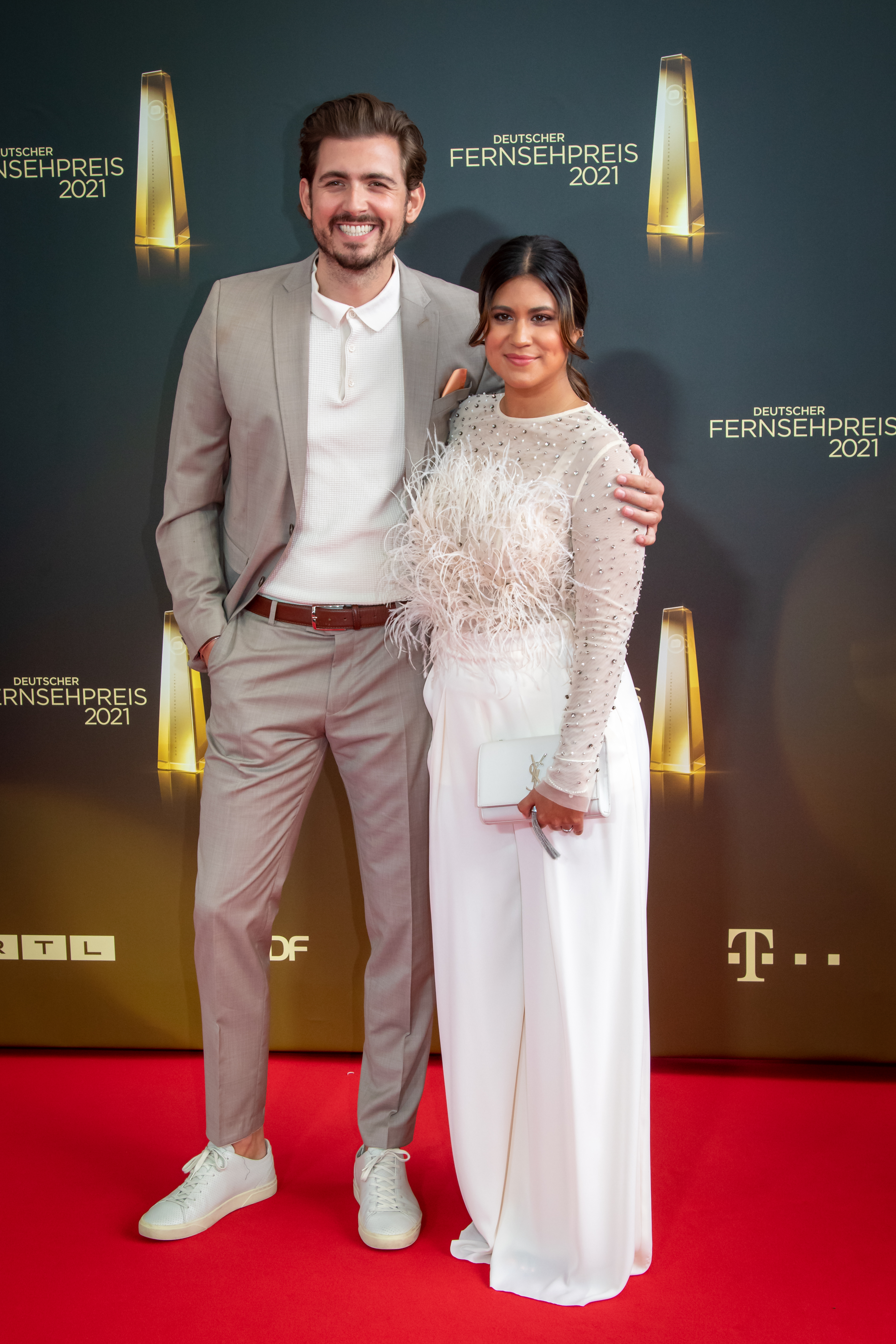
Stephanie Brungs (mit Christian Wackert), 2021

Stephanie „Steffi“ Brungs (* 10. Januar 1989 in Siegburg) ist eine deutsche Sportjournalistin und Moderatorin.

## Leben und Ausbildung
Stephanie Brungs – deren Vater Deutscher und deren Mutter Philippinerin ist – bestand 2008 ihr Abitur am Gymnasium der Ursulinenschule Hersel bei Bonn. Danach studierte sie Journalistik mit der Fachrichtung Sportjournalismus an der Kölner Macromedia Hochschule für Medien und Kommunikation. 2012 schloss sie das Studium mit dem Bachelor of Arts ab.
Seit August 2019 ist Brungs mit dem Sat.1-Frühstücksfernsehen-Moderator Christian Wackert verheiratet. Im selben Jahr erkrankte sie an Krebs.

## Karriere
Während des Studiums absolvierte Brungs u. a. redaktionelle Praktika bei RTL aktuell, n-tv, Spiegel TV und Sport1. Ihre ersten Erfahrungen vor der Kamera machte sie als Moderatorin der Live-Streams von RTL interactive. Für RTL.de moderierte sie zwischen 2010 und 2013 Backstage von Deutschland sucht den Superstar, den Klitschko-Kämpfen und einzelner Formel-1-Rennen.
Ab 2011 gehörte Brungs zum Moderatoren-Team von Sport1. Hier moderierte sie u. a. die Sport1 News, sowie an der Seite von Frank Buschmann das tägliche Fußball-Magazin Bundesliga aktuell. Außerdem moderierte sie die Sport1 Live-Streams zur UEFA Champions League und zum DFB-Pokal.
2015 wechselte Brungs zu den RTLZWEI News. Neben der täglichen Nachrichtensendung moderierte sie für RTLZWEI diverse Sondersendungen, wie Die RTL2 Wahlparty zur Bundestagswahl 2017 oder Der RTL2 Fanmeilenreport zur WM 2018, sowie mehrfach die Show Der Silvester Hit-Countdown vom Brandenburger Tor. Redaktionell leitete Brungs bei den RTLZWEI News mehrere Jahre das VIP-Ressort. So interviewte sie u. a. Stars wie Justin Bieber, Ed Sheeran, Jason Derulo oder Shawn Mendes.
Seit 2018 ist Brungs fast täglich als VIP-Expertin bei RTL zu sehen. In den Morgenmagazinen Punkt 6, Punkt 7, Punkt 8 sowie seit 2021 im Mittagsmagazin Punkt 12.
Seit 2025 moderiert Brungs gemeinsam mit ihrem Mann Christian Wackert  das Format Love is Blind: Germany beim Streaming-Anbieter Netflix.

## Fernsehauftritte
- 2011–2014: Moderation Bundesliga aktuell (Sport1)
- 2011–2014: Moderation Sport1 News (Sport1)
- 2013–2014: Moderation bei Sport1.FM (Sport1)
- 2013–2014: Moderation Mittendrin (Sport1)
- 2014–2015: Moderation Süper Lig (Sport1)
- 2015–2023: Moderation RTLZWEI News (RTLZWEI)
- 2016: Moderation Der RTL2 Fanmeilenreport zur EM 2016 (RTLZWEI)
- 2017: Moderation Die RTL2 Wahlparty zur Bundestagswahl 2017 (RTLZWEI)
- 2018: Moderation Der RTL2 Fanmeilenreport zur WM 2018 (RTLZWEI)
- 2018: Moderation Der Silvester Hit-Countdown - Welcome 2019 (RTLZWEI)
- 2019: Moderation Der Silvester Hit-Countdown - Welcome 2020 (RTLZWEI)
- seit 2018: Moderation VIP-News bei Punkt 6, Punkt 7, Punkt 8 (ursprünglich Guten Morgen Deutschland, RTL)
- 2020–2023: Moderation Der Bachelor - Der Podcast (RTL+)
- seit 2021: Moderation VIP News bei Punkt 12 (RTL)
- seit 2022: Moderation Die Schlagernacht des Jahres (RTLup)
- seit 2022: Moderation Schlagerliebe Live und Schlagerliebe Superhits (RTLup)
- 2024: Moderation Raab gegen Halmich - Der Countdown (RTL+)
- 2025: Host ‘‘Love is blind‘‘ Germany (Netflix)
- 2025: Gute Zeiten, schlechte Zeiten (Folge 8325–8326, RTL)[11]